# Thác Reichenbach
Thác Reichenbach (tiếng Đức: Reichenbachfälle) là một dòng nước chảy từ thung Reichenbach trong khu vực cao nguyên Berne. Đây là nguồn thủy điện quan trọng nhất tại Thụy Sĩ.

## Lịch sử
Dòng chảy Reichenbach cao chừng 250 mét, thuộc nhóm thác lớn nhất vùng Alps, trút nước xuống khu vực Oberhasli.

## Văn hóa
Từ sớm, thác Reichenbach đã là địa điểm du lịch nghỉ dưỡng nổi tiếng, được khai thác ở giác độ văn chương và mĩ thuật.

### Văn chương
Trong tác phẩm Án kiện cuối cùng xuất bản năm 1883, tác giả Arthur Conan Doyle đã mô tả trận tỉ thí quyết liệt giữa nhân vật Sherlock Holmes và giáo sư Moriarty. Chi tiết này đã làm nền cho việc cất một bảo tàng Sherlock Holmes tại thị trấn Meiringen và bia kỉ niệm tại một trạm hỏa xa gần thác Reichenbach.

### Mĩ thuật
Đầu thế kỷ XIX, họa sĩ phong cảnh Joseph Turner đã đưa thác Reichenbach vào một số tác phẩm của ông.

### Truyền thông
Thác Reichenbach là nhan đề một phim truyền hình năm 2008 của đạo diễn James Mavor, chiếu trên kênh BBC4. Nội dung xoay quanh mối quan hệ giữa tác gia Conan Doyle và nguyên mẫu Joseph Bell.
Thác Reichenbach cũng là tên nhạc tập đầu tay của nhóm Ravens & Chimes, phát hành năm 2007.

### Hình ảnh

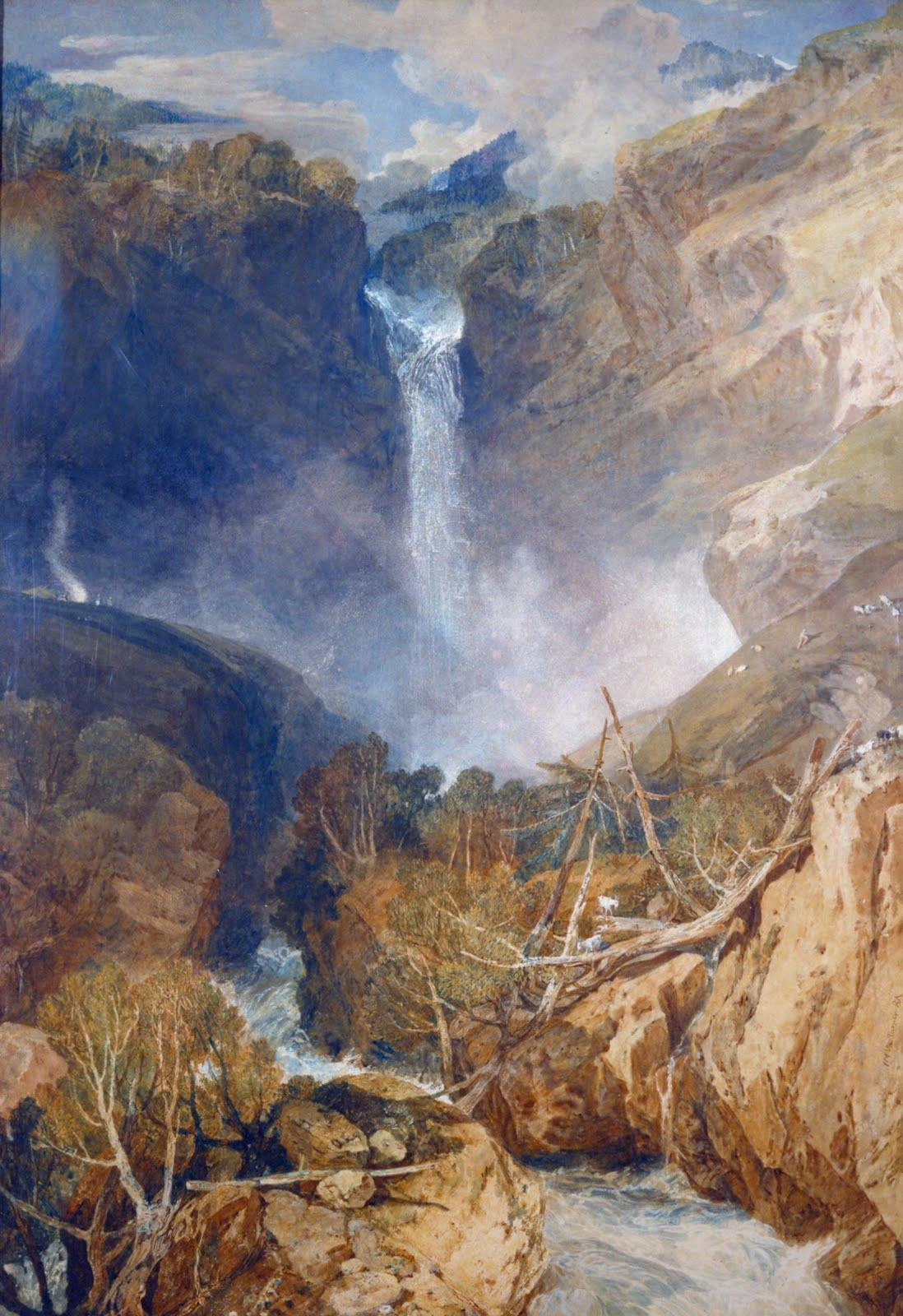
"The Great Fall of the Reichenbach, in the Valley of Hasle, Switzerland" (1804, watercolour on paper) by J.M.W. Turner
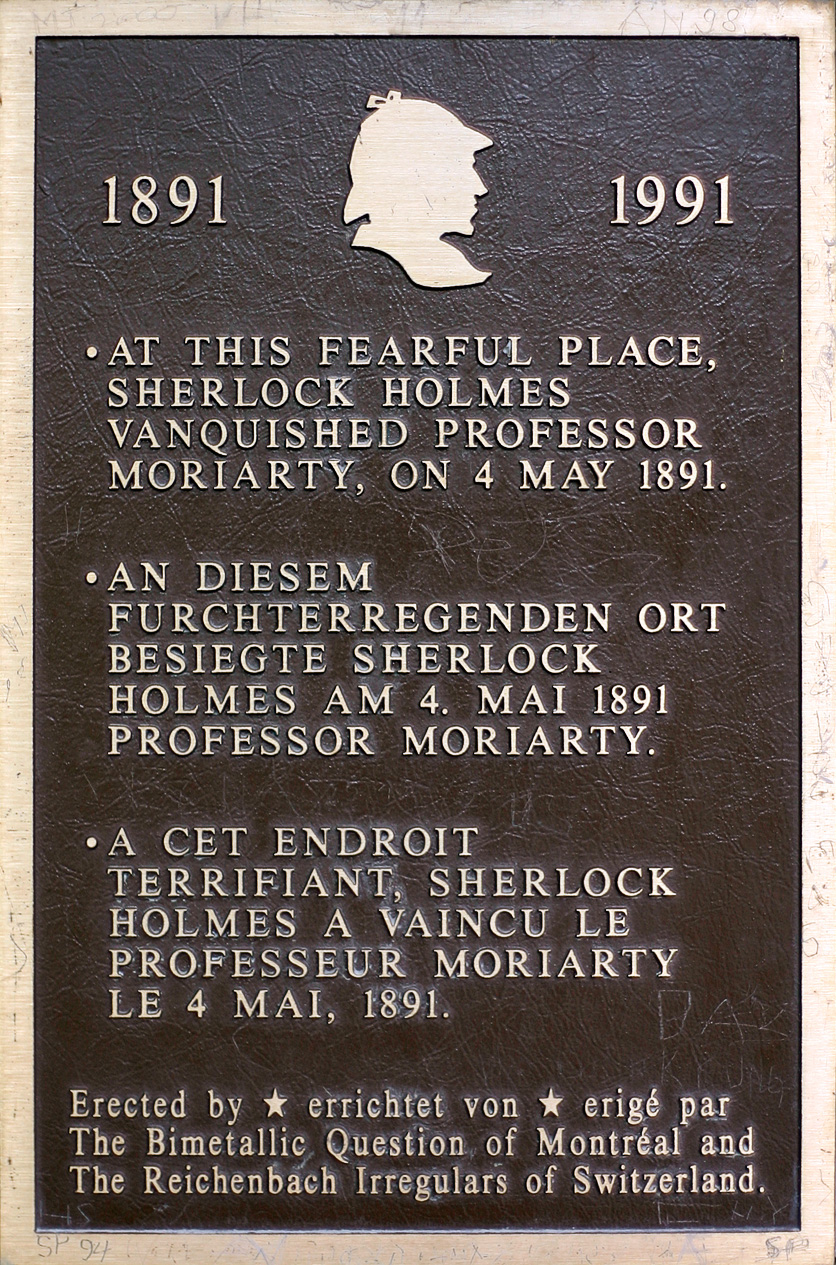
The Holmes plaque on the ledge
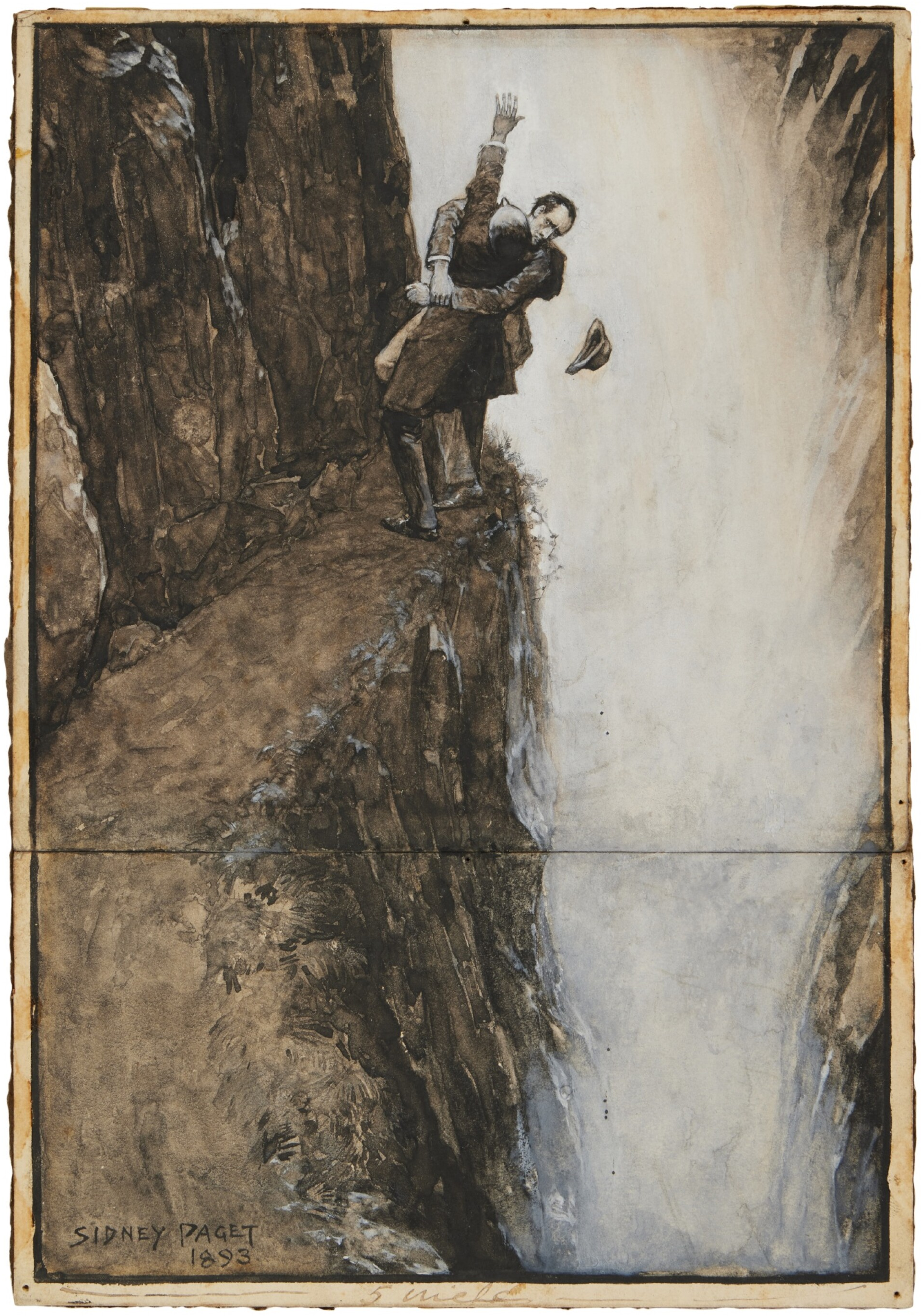
Holmes and Moriarty fighting at Reichenbach Falls, by Sidney Paget
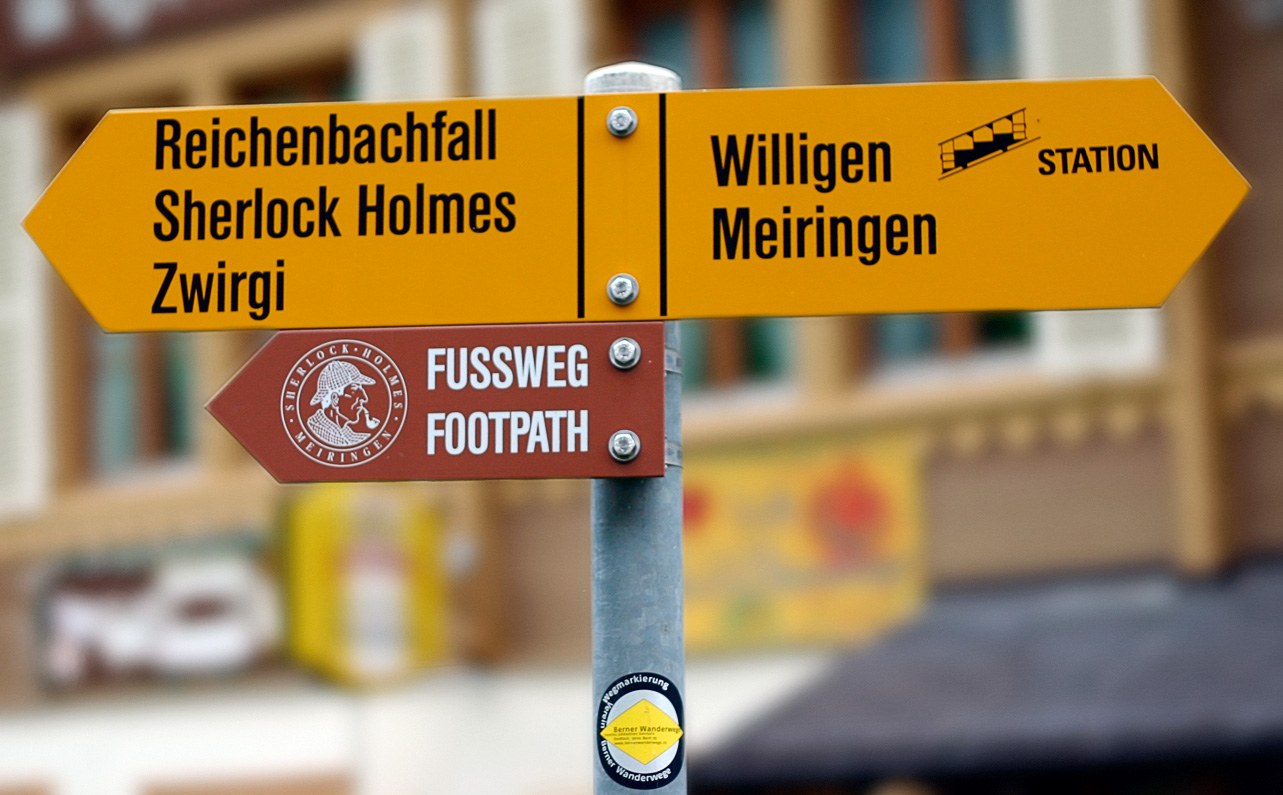
Arrow, showing the path to Meiringen, Reichenbach falls and Sherlock Holmes footpath
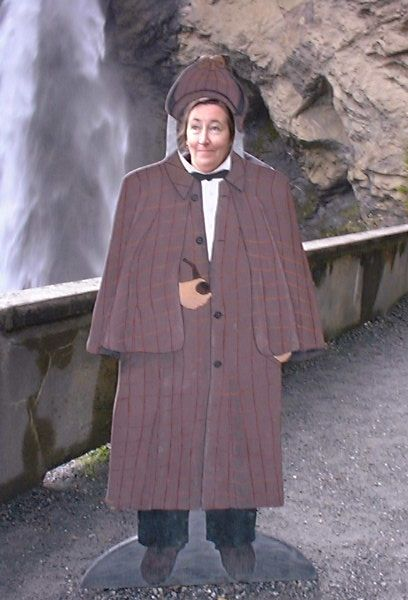
Reichenbach Falls, near Meiringen, Kanton Bern, Schweiz the tourist-loving Swiss have erected a cut-out figure of Sherlock Holmes in his traditional outdoor garb